# サントリー不易流行研究所
サントリー不易流行研究所（サントリーふえきりゅうこうけんきゅうしょ、英語表記: Research Institute on Continuity and Change in Life）は、サントリー（株）創業90周年記念事業として1989年に設立された研究所。 所在地は大阪市北区堂島。
2005年3月には次世代分野に特化し活動を行っていくために「サントリー次世代研究所」に名称変更。
2008年3月31日活動終了。

## 研究テーマ
- つきあい・社交
- 遊び・レジャー
- 芸術・芸能
- 花鳥風月
- 衣・食・住